# Lenny Platt
Lenny Platt (25 de julio de 1984, Filadelfia, Estados Unidos) es un actor estadounidenseconocido por interpretar a Nate Salinger en One Life to Live y a Griffin O'Reilly en How to Get Away with Murder.

## Biografía
Nacido en Filadelfia, Pensilvania, Platt se mudó con su familia a la Florida a los 12 años de edad. Se graduó de la Universidad de Florida en 2006.

### Carrera
Platt debutó en televisión interpretando el papel recurrente de Nate Salinger en el serial televisivo One Life to Live en abril de 2010, y fue ascendido al elenco principal en octubre de 2010, hasta enero de 2012 cuando la serie fue cancelada por la ABC. Ha sido invitado en series tales como Law & Order: Special Victims Unit y Blue Bloods, en 2013. También prestó su voz para el personaje de Gianni en el videojuego Grand Theft Auto V.
En 2014, Platt interpretó a Richie Miranda en la serie de ABC Family Chasing Life y fue elegido para aparecer de forma recurrente en How to Get Away with Murder, interpretando a Griffin O'Reilly. Interpretó a Luke Garrett en Gotham.
El 24 de noviembre de 2015 se dio a conocer que fue contratado para interpretar de forma recurrente a Drew Perales, un jugador retirado de la NFL que pasó años luchando contra una demanda colectiva en la serie de televisión de la ABC Quantico.

## Filmografía
| Televisión | Televisión                        | Televisión       | Televisión               |
| Año        | Título                            | Rol              | Notas                    |
| ---------- | --------------------------------- | ---------------- | ------------------------ |
| 2010-2012  | One Life to Live                  | Nate Salinger    | Elenco principal         |
| 2013       | Law & Order: Special Victims Unit | Travis Holmes    | 1 episodio               |
| 2013       | Blue Bloods                       | Joe Ferraro      | 2 episodios              |
| 2013       | Grand Theft Auto V                | Gianni           | Videojuego, voz          |
| 2014       | Chasing Life                      | Richie Miranda   |                          |
| 2014       | How to Get Away with Murder       | Griffin O'Reilly | Personaje recurrente     |
| 2015       | The Adversaries                   | Danny            | Película para televisión |
| 2015       | Gotham                            | Luke Garrett     | 2 episodios              |
| 2016       | Quantico                          | Drew Perales     | Personaje recurrente     |